# Ratolí de potes blanques
El ratolí de potes blanques (Peromyscus leucopus) és una espècie de rosegador de la família dels cricètids nadiu de Nord-amèrica. Es troba des del nord-est dels Estats Units fins al sud-oest de Mèxic.